# Roca de Castellar (Farrera)
La Roca de Castellar és una muntanya de 1.355 metres que es troba al municipi de Farrera, a la comarca del Pallars Sobirà.